# Fyen Rundt 2017
Il Fyen Rundt 2017, centoottesima edizione della corsa, valida come evento dell'UCI Europe Tour 2017 categoria 1.2, si svolse il 10 giugno 2017 su un percorso di 200,2 km. Fu vinto dal norvegese Audun Fløtten, che terminò la gara in 4h27'32" alla media di 44,9 km/h battendo il danese Casper Pedersen e l'altro norvegese, Syver Wærsted, che si piazzò terzo.
Alla partenza erano presenti 153 ciclisti dei quali 90 portarono a termine la gara.

## Squadre partecipanti
| N. | Cod. | Squadra                     |
| -- | ---- | --------------------------- |
|    | BHS  | BHS Almeborg Bornholm       |
|    |      | Centre Mondial du Cyclisme  |
|    | CJK  | Christina Jewelry-Kuma      |
|    |      | Sebastian Fini Carstensen   |
|    | TCQ  | ColoQuick-Cult              |
|    |      | Croford Wgpa Cycling        |
|    |      | Cycling Odense              |
|    | DVP  | Dare-Viator-Partizan        |
|    |      | Hammel Cykle Klub           |
|    |      | Herning Cykle Klub          |
|    |      | IK Hero                     |
|    |      | Morgan Blue CT Vzw          |
|    |      | Ringerike SK                |
|    | RIW  | Riwal Platform Cycling Team |
|    |      | Ryska Posten RT             |
|    |      | Songo.info                  |

| N. | Cod. | Squadra                          |
| -- | ---- | -------------------------------- |
|    |      | Stavanger SK                     |
|    |      | ACR-FBL Elite powered by Integ   |
|    |      | Aura Energi-CK Aarhus            |
|    |      | Georg Berg Cycling Elite         |
|    | TGC  | Giant-Castelli                   |
|    |      | Ibt-Ridley Sydkysten Pro Cycling |
|    |      | Ok-Kvickly Odder                 |
|    | TSS  | Team Sparebanken Sør             |
|    | TTB  | Tre Berg-Postnord                |
|    | TVC  | Virtu Cycling                    |
|    |      | Team WasteApp-Avis               |
|    | TFS  | Trek-Segafredo                   |
|    | UXT  | Uno-X Norwegian Dev. Team        |
|    |      | Vejle Cykel Klub                 |
|    |      | Vzw Jong Wielertalent            |

## Ordine d'arrivo (Top 10)
| Pos. | Corridore               | Squadra     | Tempo    |
| ---- | ----------------------- | ----------- | -------- |
| 1    | Audun Fløtten           | Uno-X       | 4h27'32" |
| 2    | Casper Pedersen         | Giant       | a 4"     |
| 3    | Syver Wærsted           | Uno-X       | a 14"    |
| 4    | Andreas Stokbro Nielsen | Riwal       | s.t.     |
| 5    | Torkil Veyhe            | ColoQuick   | s.t.     |
| 6    | Herman Dahl             | Sparebanken | s.t.     |
| 7    | Isac Lundgren           | Tre Berg    | s.t.     |
| 8    | Teun Mouris             | Croford     | s.t.     |
| 9    | Louis Bendixen          | ColoQuick   | a 27"    |
| 10   | Patrick Clausen         | Riwal       | a 40"    |